# Thraulus mudumalaiensis
Thraulus mudumalaiensis is een haft uit de familie Leptophlebiidae. De wetenschappelijke naam van de soort is voor het eerst geldig gepubliceerd in 1991 door Soman.
De soort komt voor in het Oriëntaals gebied.